# Ruteng

Ruteng, sur l'île de Florès, est un kecamatan d'Indonésie dans le kabupaten de Manggarai dans la province de Nusa Tenggara oriental. C'est le chef-lieu du kabupaten.
La ville est le siège d'un diocèse.

## Culture
On pratique encore à Ruteng un combat rituel, le caci (en).

## Archéologie
La grotte de Liang Bua, site de la découverte de l'Homme de Florès, se trouve à une dizaine de kilomètres au nord de Ruteng.

## Transport
L'aéroport Frans Sales Lega (en) dessert l'île.

## Galerie

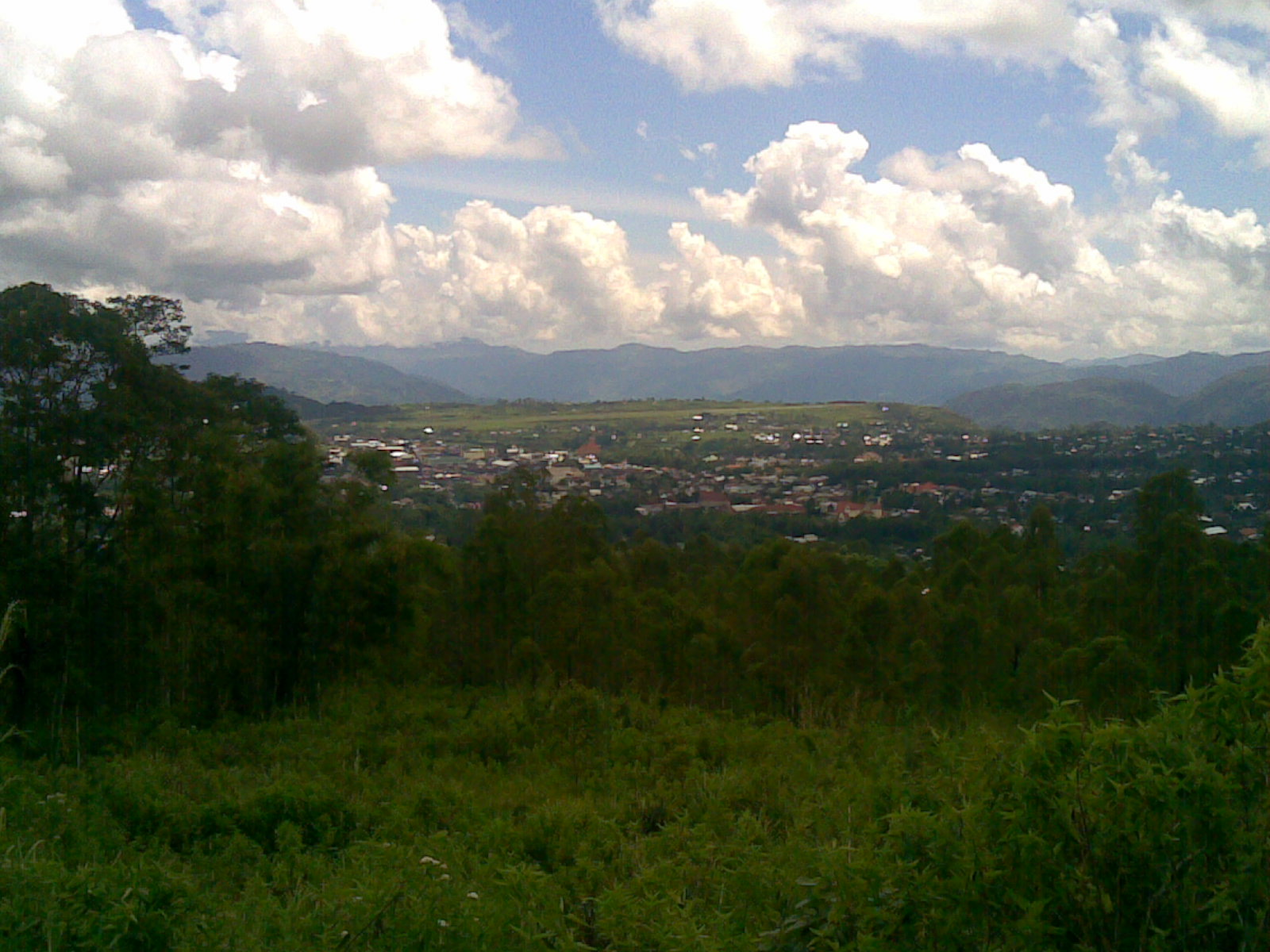
Vue de Ruteng
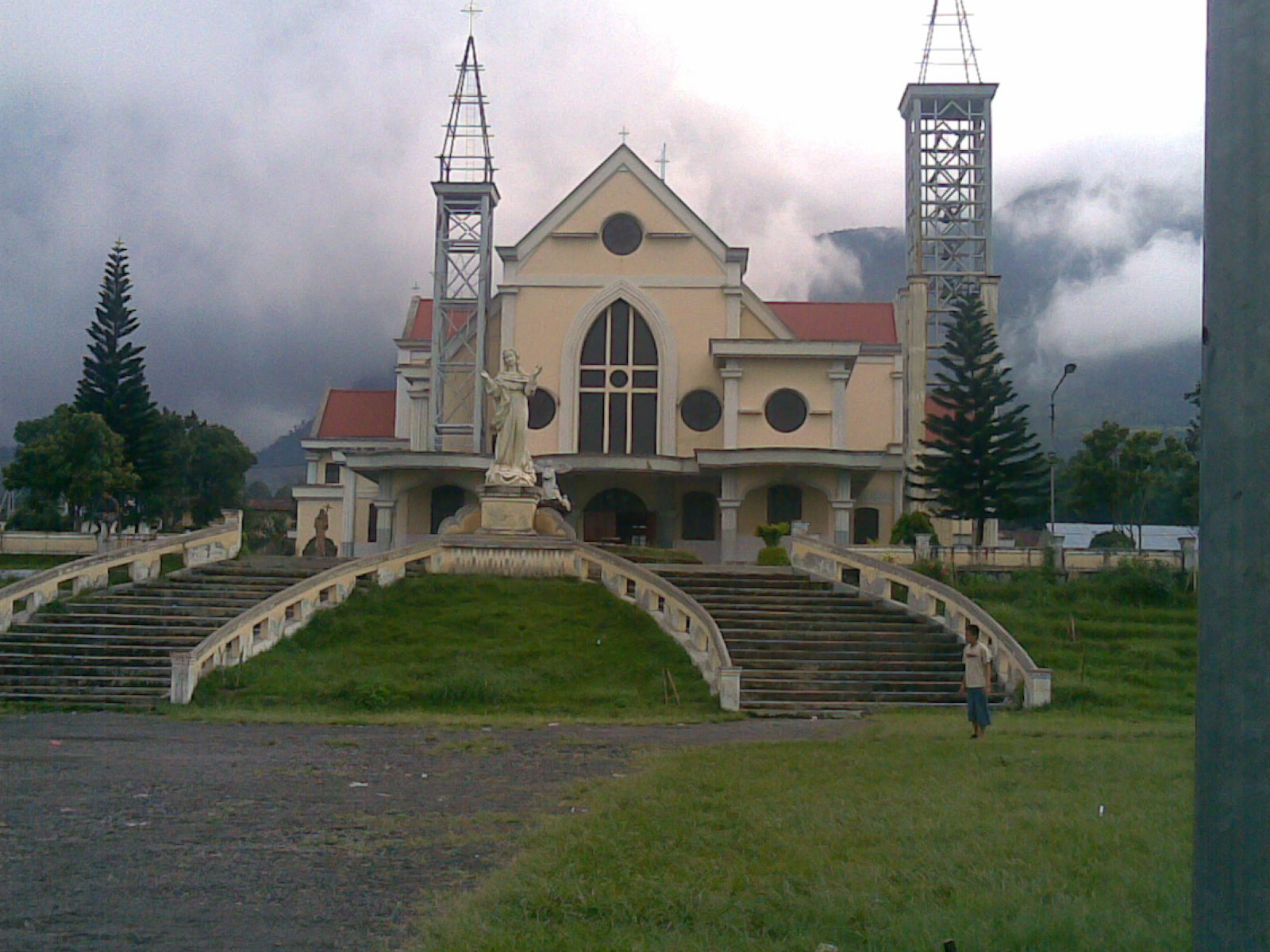
La cathédrale de Ruteng
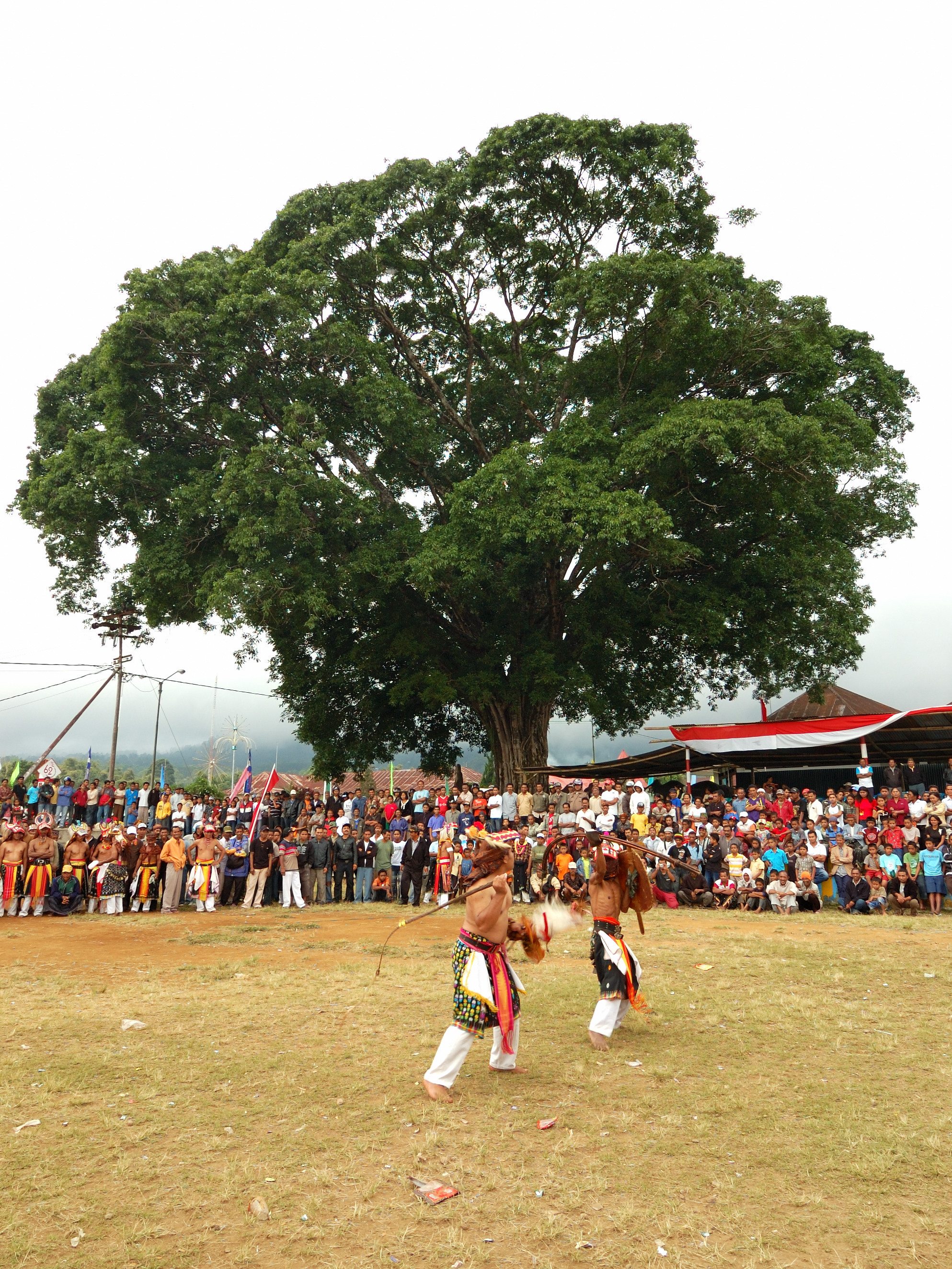
Combat de caci
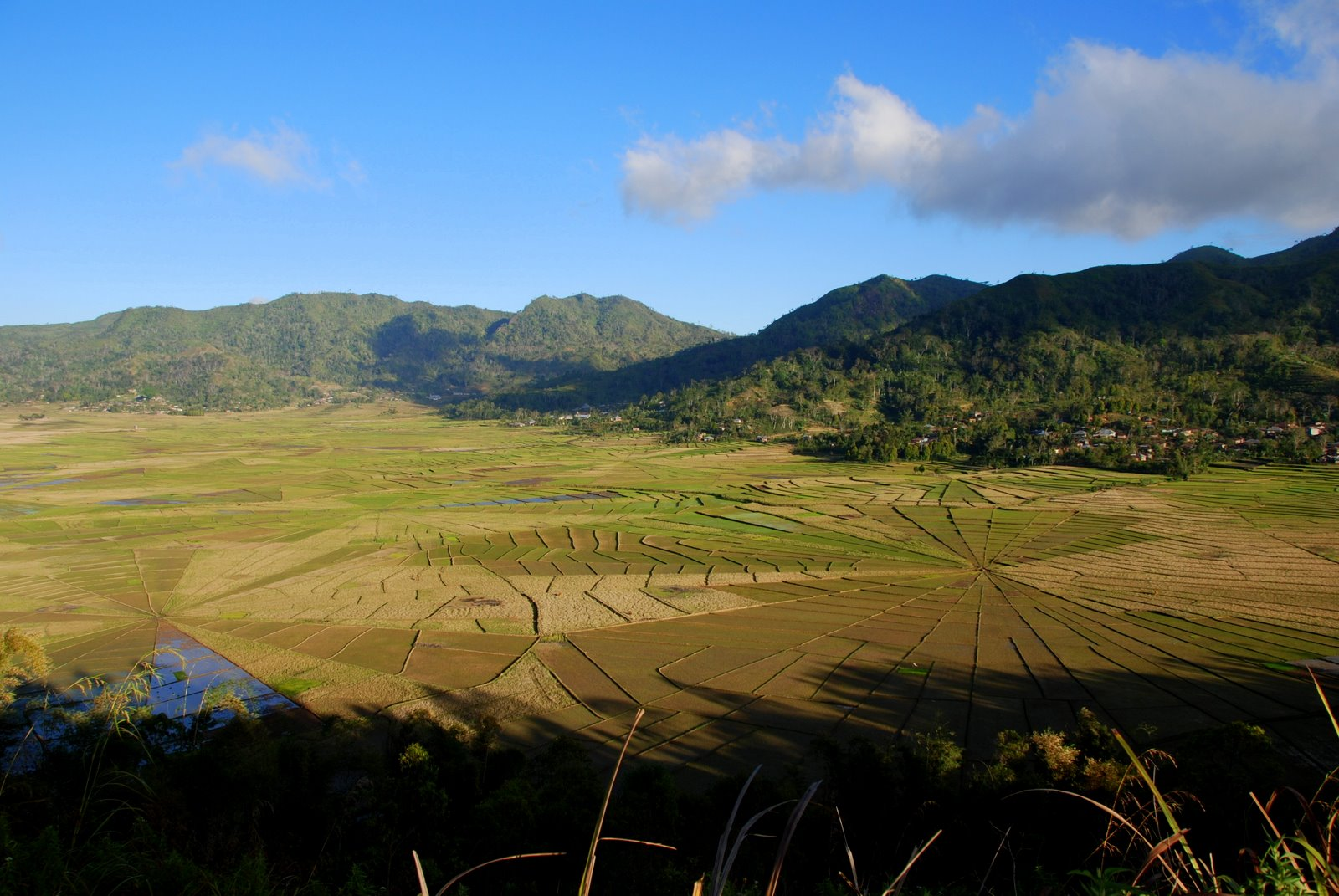
Rizières en toile d'araignée près de Ruteng
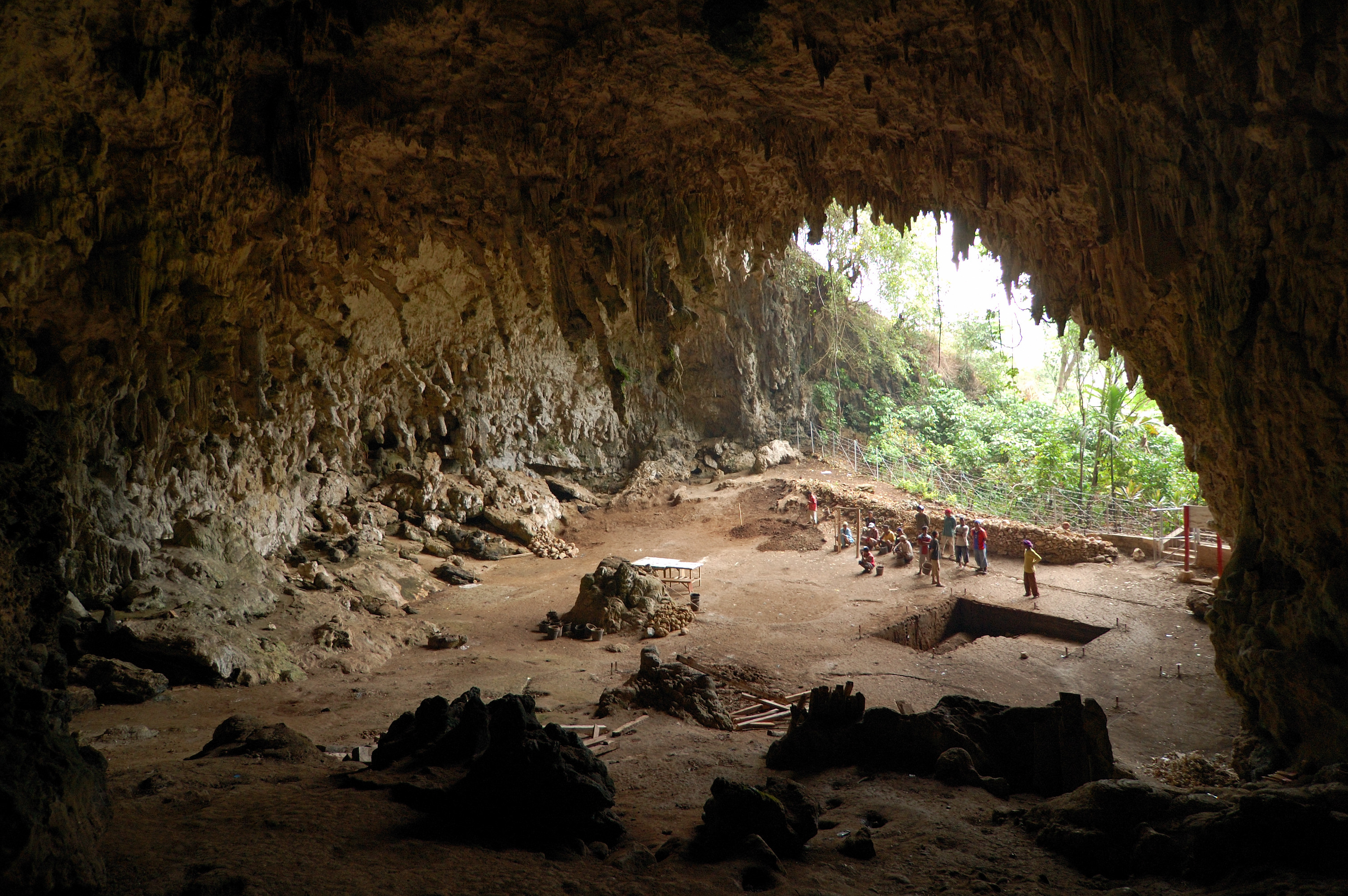
La grotte de Liang Bua